# Deutschhauskirche (Bozen)

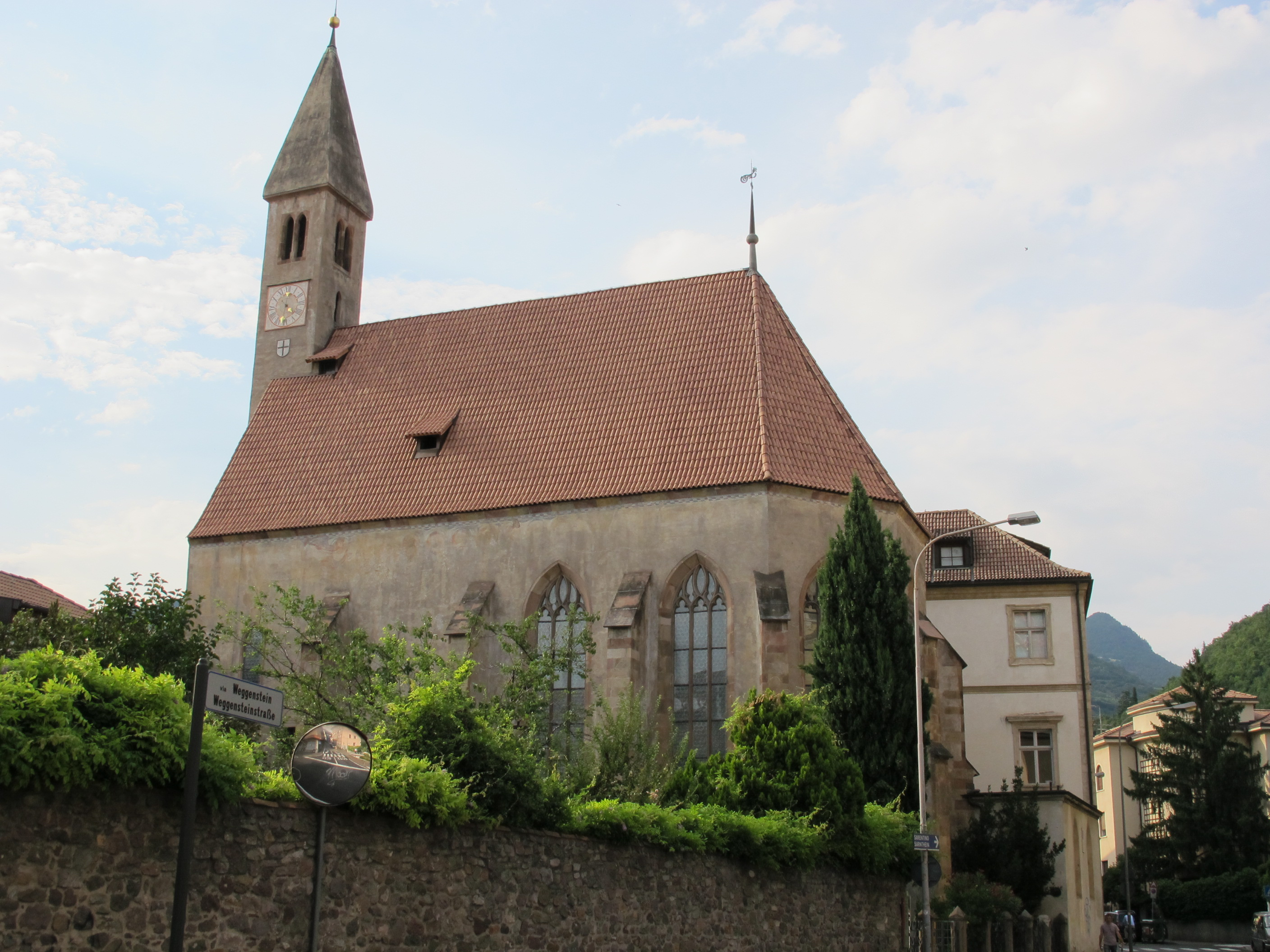
St. Georg in Weggenstein

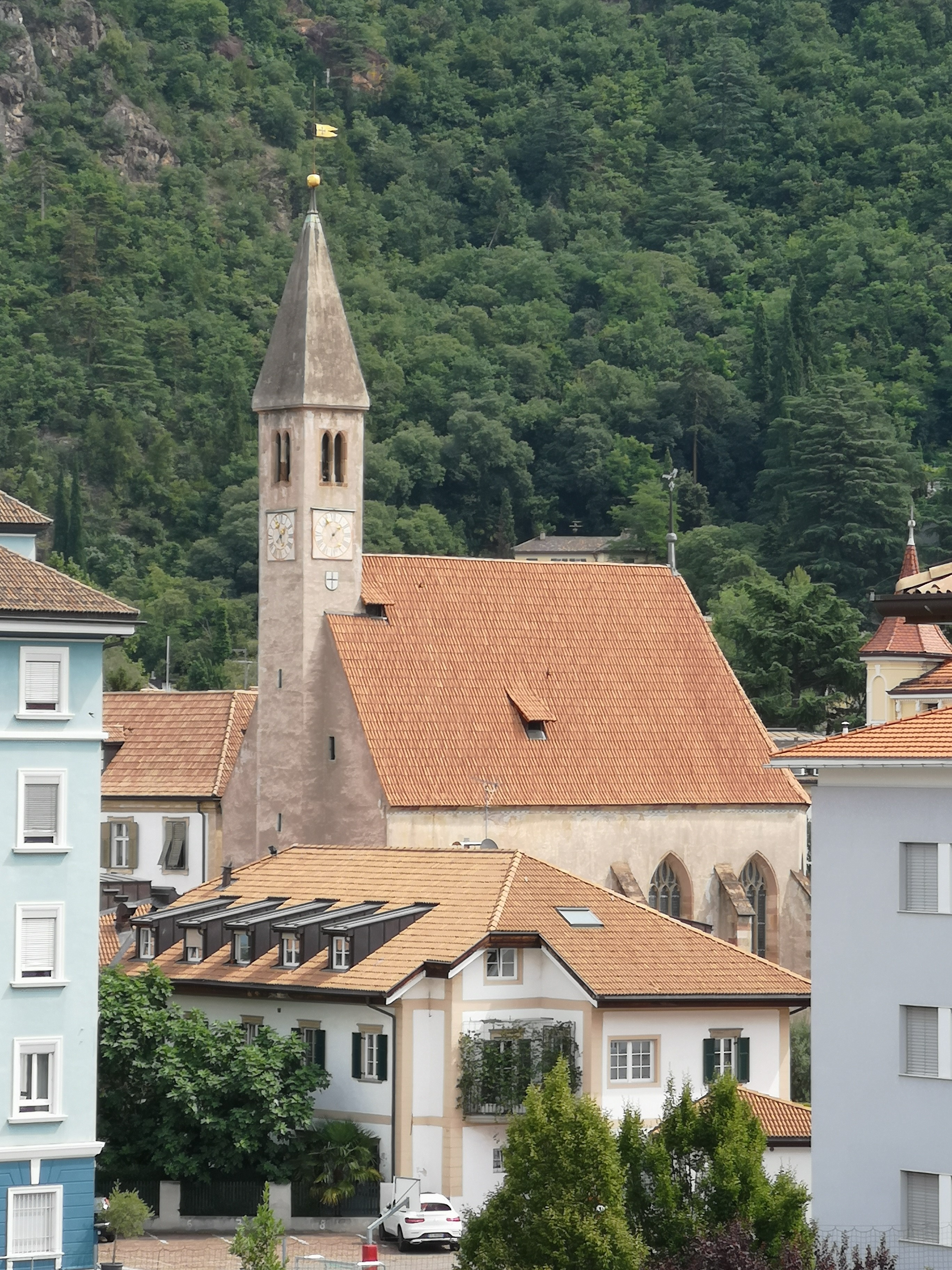
St. Georg in Weggenstein von Südwesten

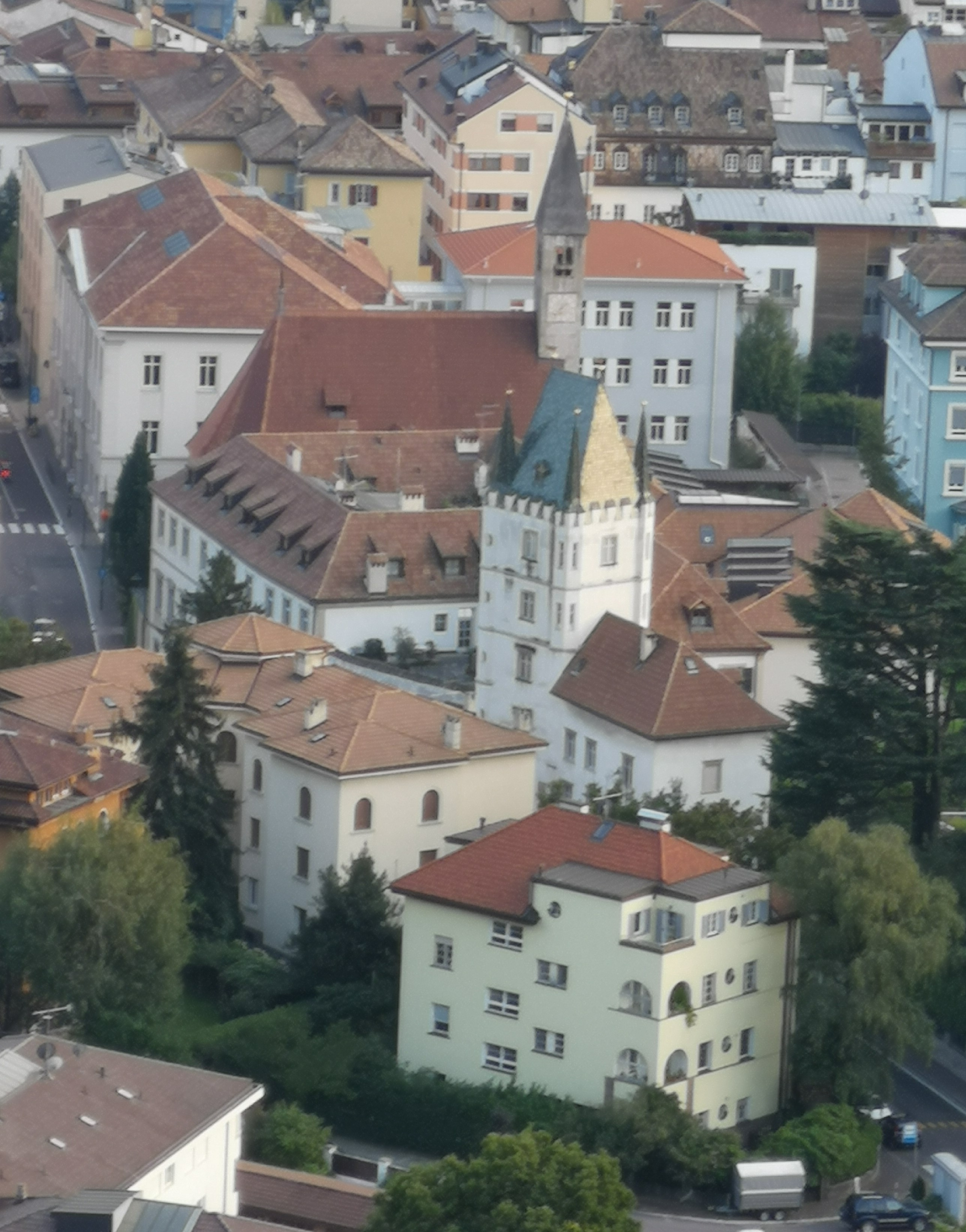
Das Ensemble von Weggenstein mit dem Knöringen-Turm von der Oswaldpromenade aus

Die Deutschhauskirche St. Georg in der Landkommende Weggenstein zu Bozen ist eine römisch-katholische Ordenskirche in der Südtiroler Landeshauptstadt Bozen. Sie liegt in der Weggensteinstraße 10 im Stadtteil Zentrum-Bozner Boden-Rentsch.

## Geschichte
Der Deutsche Orden kam 1202 (12 Jahre nach seiner Gründung im Heiligen Land) nach Bozen, wo – auf Initiative der Eheleute Gerold und Mechthild – ein Hospital und eine Johannes dem Täufer geweihte Kirche in der Nähe des Eisack am Fuß des Virglbergs entstand. Da der Standort im Lauf der Jahre immer wieder durch Überflutungen gefährdet war, erwarb der Orden 1392 im Bozner Ortsteil Dorf den niederadeligen Wohnturm Weggenstein, der bereits 1369 mit Wittego de Wekkenstain bezeugt ist. Im Jahr 1400 verlegte der Orden seinen Sitz definitiv an den neuen Standort, der inzwischen zu einer Landkommende innerhalb der Deutschordensballei An der Etsch und im Gebirge erhoben worden war. Gleichzeitig ließ man unter dem Landkomtur Walrab von Scharffenberg von schwäbischen Bauleuten die spätgotische Kirche St. Georg in Weggenstein neben der Landkommende erbauen. Die nun ansitzartig ausgebaute Landkommende Weggenstein erhielt 1508 unter Heinrich von Knöringen ihren charakteristischen nordseitigen Turm (Knöringen-Turm). Johann Heinrich Hermann von Kageneck (1668–1743) ließ im 18. Jahrhundert den 1. Stock des Ansitzes mit reichverzierten Repräsentationsräumen im Spätbarockstil ausstatten und ein Pfründnerhaus für notleidende Männer errichten. Um 1900 erfolgte ein Umbau, bei dem man die Räumlichkeiten zu Wohnzwecken unterteilte und die Stuckdecken verdeckte. 1932 wurde mit dem Collegium Marianum ein Schüler- und Studentenheim begründet. Amerikanische Bombenangriffe im Zweiten Weltkrieg beschädigten 1944 die Kirche und Teile der Kommende, insbesondere den Knöringenturm. Anlässlich des 800-Jahr-Jubiläums des Deutschen Ordens wurde der barocke Zustand des Ensembles wiederhergestellt und im wiederaufgebauten Knöringenturm 1991 eine Kapelle geweiht.

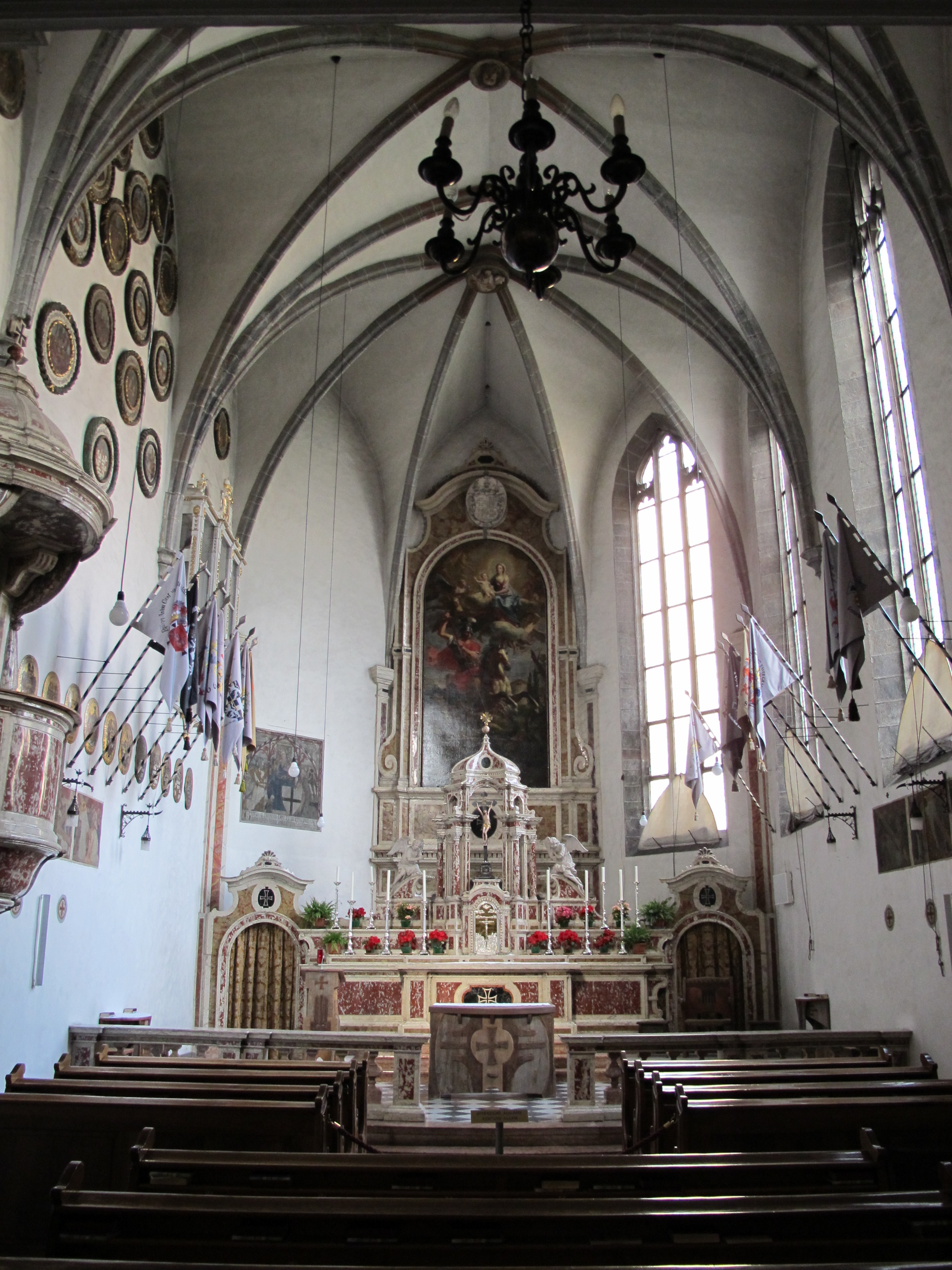
Innenraum der Kirche

## Kirchenbeschreibung
Die gotische Kirche ist eine einschiffige Saalkirche, die in Ost-West-Richtung parallel zu einem rechtwinklig zur Straße stehenden Giebelhaus errichtet wurde. Sie besitzt drei Gewölbejoche und ist 15–16 Meter lang. Im Westen sind eine Vorhalle angebaut und ein Fassadenturm zur Hälfte ins Langhaus eingelassen. Der Turm weist einen pyramidenförmigen Helmabschluss auf. Rund um die Außenmauern verlaufen Strebepfeiler. An der Südmauer befindet sich das Hochgrab des Landkomturs Gottfried von Niederhaus (1438).
Im Inneren geht das Langhaus mit seinen glatten Wänden übergangslos in das Presbyterium über, das einen schlichten polygonalen dreiseitigen Abschluss besitzt. Fein profilierte Rippen, die auf zierlichen Konsolen ruhen, tragen das Gewölbe. Die Schlusssteine der Rippen sind mit Reliefs verziert, die Christus Pantokrator, das Johanneshaupt, eine Maria symbolisierende Rose und das Wappen des Deutschen Ordens darstellen. An der Südwand (3) und im Chorraum (1) befinden sich vier dreiteilige, maßwerkgeschmückte Spitzbogenfenster. Das spitzbogenförmige und reich profilierte Hauptportal der Kirche liegt an der Südseite, zwei weitere Portale führen in die westliche Vorhalle. Die Orgelempore im Westen und die Komtursloge im Norden, die die Kirche mit der Kommende und dem einstigen Hospiz verbindet, wurden erst um 1790 geschaffen.

## Ausstattung

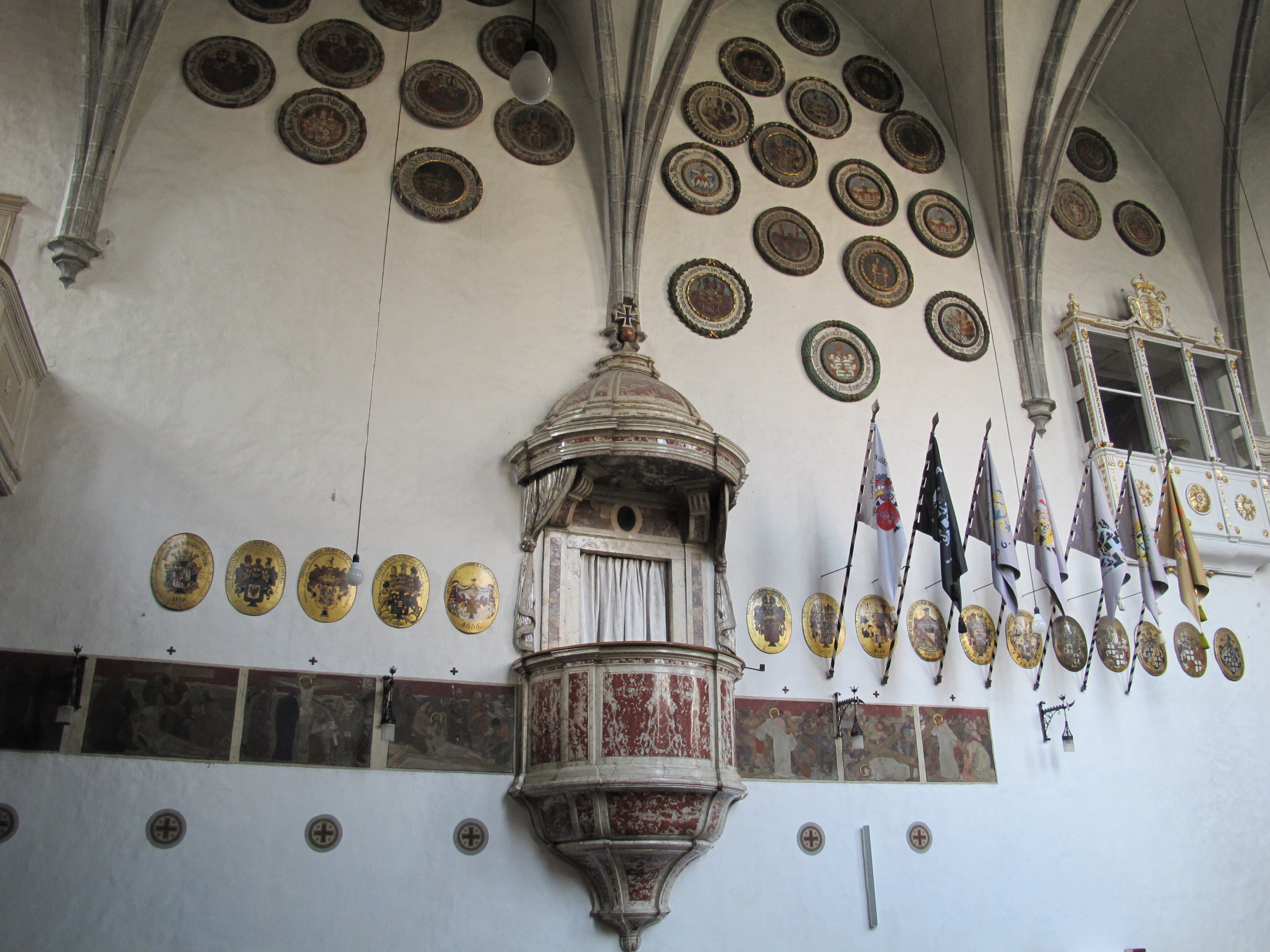
Aufschwörschilde der Komture

Der Hochaltar wurde um 1790 von Andrea Filippini aus Trient geschaffen und besteht aus weißem Marmor mit bunten Einlagen; an der Mensa ist das Deutschordenskreuz zu sehen. Das Hochaltarbild mit der Darstellung des drachentötenden Hl. Georg wurde von Martin Knoller 1799 in Mailand gemalt. Ein mehr als 2 Meter hoher Tabernakelaufbau besitzt als Türchen eine Treibarbeit aus vergoldetem Silber mit der Kreuzigung Christi vom Augsburger Künstler Matthias Gelb aus dem Jahr 1612. Über einem Ziborium in Form eines kleinen Baldachins aus Marmor krönt eine Weltkugel mit Kreuz den Altar. Der Volksaltar aus dem Jahr 2004 stammt von Adolf Vallazza.
Ebenfalls von Andrea Filippini wurden die massive Kommunionbank und die Kanzel an der Nordseite der Kirche geschaffen. Letztere besitzt eine schlichte Rundform, durch Pilaster gegliedert und mit einem Schalldeckel und gerafftem Baldachin gekrönt. Die Kreuzwegbilder und das Marienbild links vom Altar wurden von Ignaz Stolz 1908 gemalt. Die Orgel schuf 1799 Franz Xaver Fuchs.
Ihr besonderes Gepräge als Deutschordenskirche geben dem Kirchenraum die zahlreichen Lanzenfahnen und die 31 runden Aufschwör- bzw. Totenschilde mit gemalten Wappen und Inschriften an den Wänden. Sie erinnern an die abgelegten feierlichen Ordensgelübde der etwa 40 Landkomture, die bisher hier residierten. In der Kirche und in der Vorhalle sind mehrere Grabplatten von Landkomturen des 16.–18. Jahrhunderts aufgestellt.